# Осколково (Асінівський район)
Оско́лково (рос. Осколково) — селище у складі Асінівського району Томської області, Росія. Входить до складу Новоніколаєвського сільського поселення.

## Населення
Населення — 2 особи (2010; 7 у 2002).
Національний склад (станом на 2002 рік):
- росіяни — 100 %